# Adriano Galli
Adriano Galli (Napoli, 19 giugno 1904 – Napoli, 21 gennaio 1956) è stato un ingegnere italiano.

## Biografia
Laureato in ingegneria presso la Scuola politecnica di Napoli, nel 1929 divenne assistente volontario alla cattedra di statica grafica tenuta da A. De Norado. Nel 1930 fu nominato assistente di ruolo presso la Scuola di architettura di Napoli, dove tenne rapporti scientifici con Antonio Signorini, Carlo Luigi Ricci e Giulio Krall, che contribuirono al completamento della sua formazione accademica e professionale. In particolare di questi ultimi due curò la pubblicazione delle lezioni universitarie.
Nel 1934 divenne libero docente in meccanica applicata alle costruzioni e nel 1939 ottenne l'incarico per il corso di scienza delle costruzioni.
Nel 1940 passò da architettura ad ingegneria dove tenne il corso di costruzioni in legno, ferro e cemento armato e dal 1943, dopo aver superato il concorso, la cattedra di scienza delle costruzioni. Dopo la scomparsa del Ricci divenne direttore dell'Istituto di Scienza delle Costruzioni e del Laboratorio di Prove dei Materiali.
I suoi studi scientifici hanno trattato i temi dell'ellisse centrale di elasticità, le superfici di influenza per le piastre, l'instabilità delle strutture, le vibrazioni, le volte autoportanti, i telai spaziali, il grado di sicurezza nelle strutture e il calcolo a rottura. È stato maestro di decine di ingegneri strutturisti stimolando una fiorente Scuola di Ingegneria.
Sono stati suoi allievi Vincenzo Franciosi, Elio Giangreco e Fabrizio de Miranda.
È stato autore di un testo in 3 volumi di Lezioni di scienza delle costruzioni (Napoli 1957).
A lui è intitolato il Laboratorio prove Materiali della Facoltà di Ingegneria dell'Università degli Studi Federico II (Dipartimento di Ingegneria Strutturale).
Fu anche professionista di grande valore, progettando le strutture di molte opere. In particolare si ricordano:  Villa Crespi a Napoli, il viadotto di Seiano, il ponte sul Corace in provincia di Catanzaro, i capannoni a shed della Lancia a Napoli, i sostegni in cemento armato precompresso della funivia del Monte Faito. Nel 1939 diresse l'Ufficio tecnico della Mostra d'Oltremare di Napoli progettando e curando la realizzazione in breve tempo dell'imponente complesso edilizio. Collaborò con Luigi Cosenza nella realizzazione della Fabbrica Olivetti a Pozzuoli.